# Zastava M84
La Zastava M84 è una mitragliatrice ad uso generale jugoslava prodotta dalla Zastava Arms, con azionamento a sottrazione di gas, raffreddamento ad aria e alimentazione a nastro. L'arma è un clone della PKM sovietica, con la sola differenza nel calcio, che non è forato come l'originale ed è realizzato in un diverso tipo di legno.

## Varianti

### M84
L'M84 è destinata all'impiego da parte della fanteria ed è una copia della PKM sovietica, del quale monta lo spegnifiamma originale. L'arma inoltre è predisposta per l'uso su treppiede, come la PKS.

### M86
La M86 è un clone della PKT ed è progettata per l'installazione come mitragliatrice coassiale sul carro armato M-84 e su altri veicoli da combattimento. L'arma è priva di calcio, bipiede e mire metalliche ed è dotata di canna più pesante e grilletto elettrico. Una variante, la M86A, è progettata per l'installazione esterna su candeliere e per l'uso a terra.

## Utilizzatori
- Afghanistan[5]
- Bosnia ed Erzegovina[6]

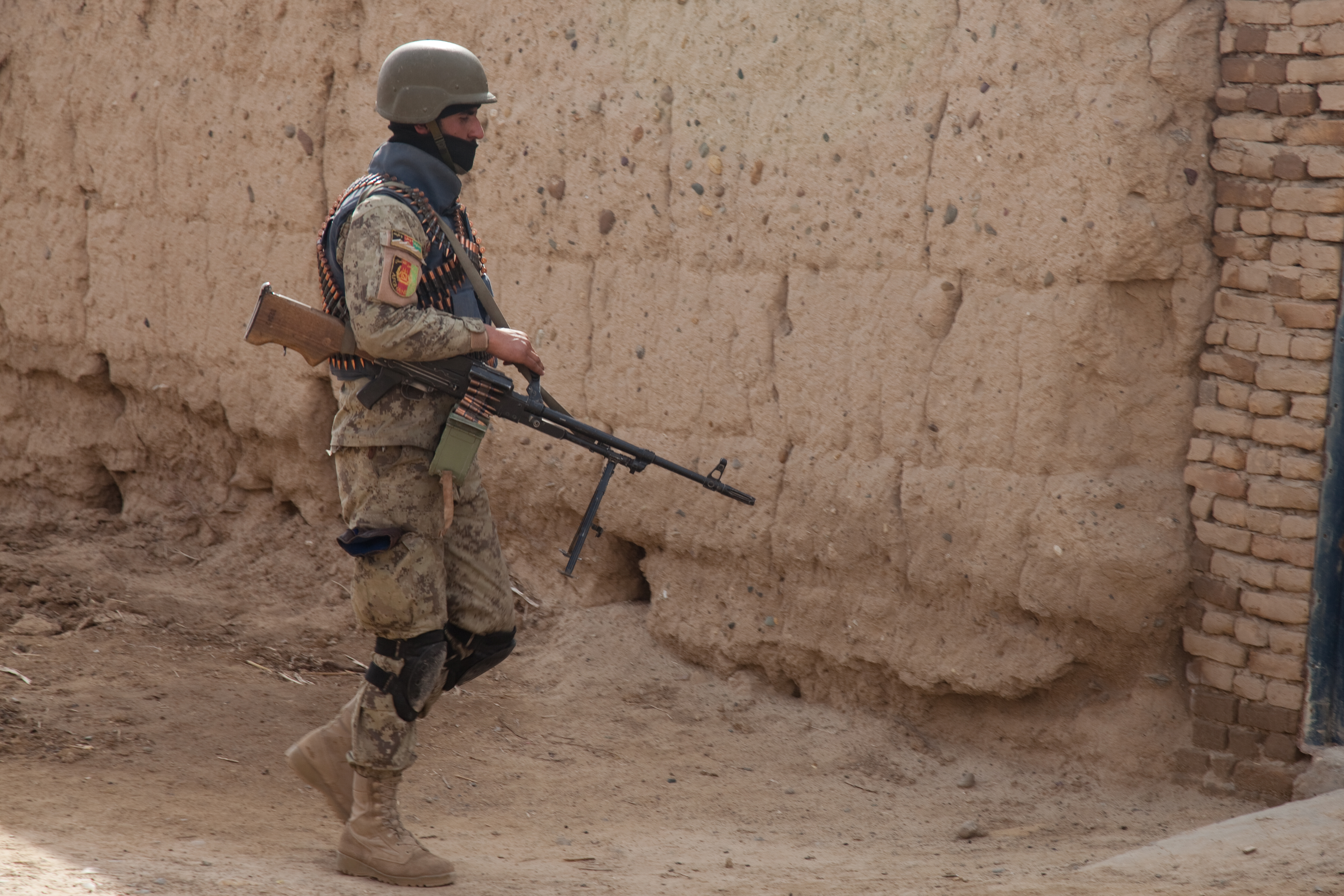
Soldato dell'Esercito nazionale dell'Afghanistan con mitragliatrice M84 nel 2012.

- Burkina Faso: utilizzata dal contingente assegnato all'United Nations Multidimensional Integrated Stabilization Mission in Mali[7]
- Burundi
- Repubblica Democratica del Congo[8]
- Croazia rimpiazzata da FN MAG e Ultimax 100[9]
- Iraq[10]
- Liberia[11]
- Macedonia del Nord[12]
- Montenegro[13]
- Serbia[14]
- Slovenia: ritirata.
- Somalia[15]
- Coalizione nazionale siriana delle forze dell'opposizione e della rivoluzione[16]
- Yemen[17]
- Jugoslavia: designata ufficialmente Mitraljez 7.62 mm M84[4]

## Galleria d'immagini

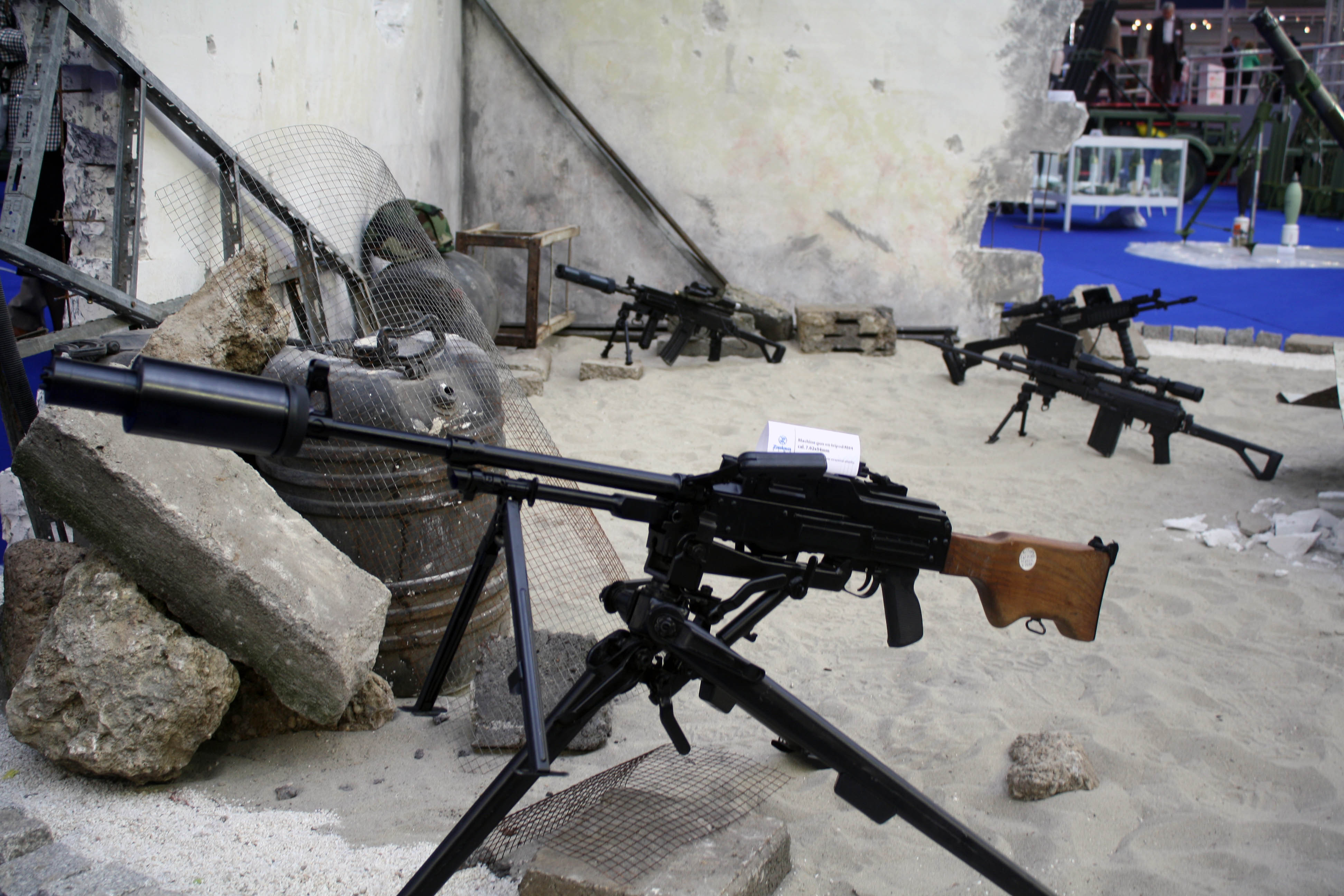
Zastava M84/3.
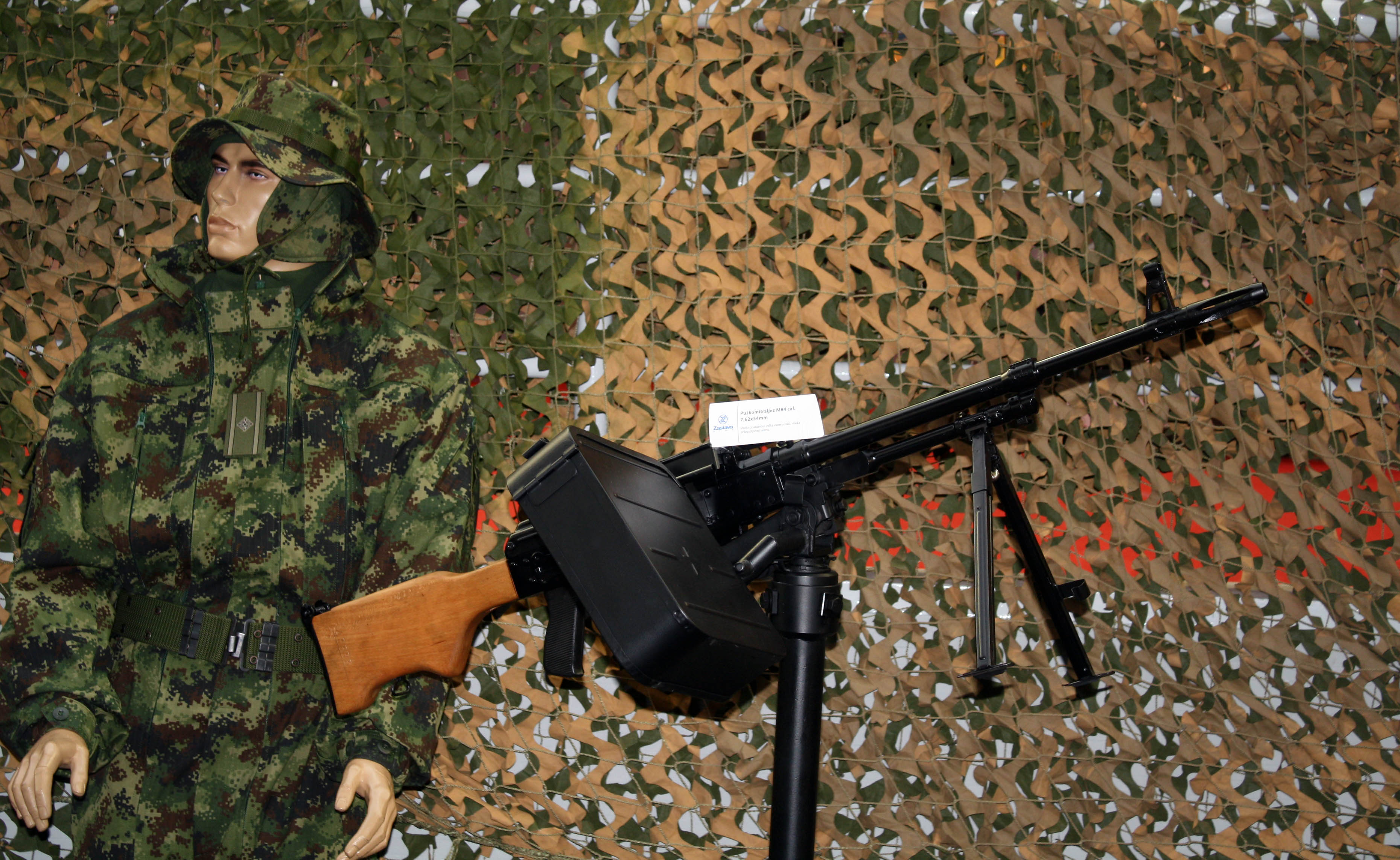
Zastava M84.
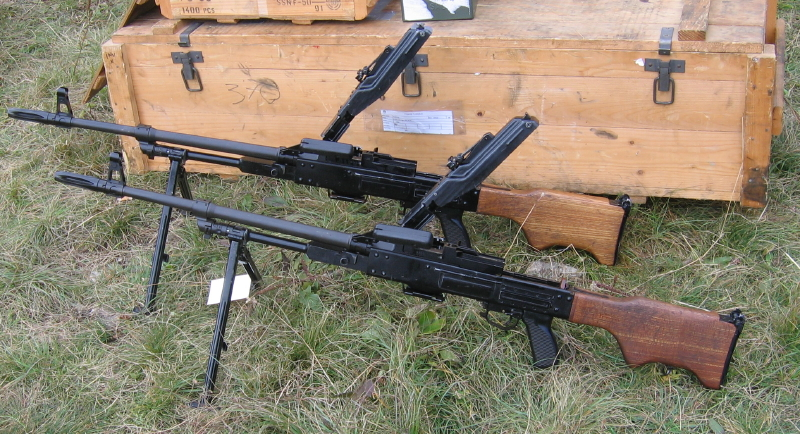
Vista laterale di Zastava M84.
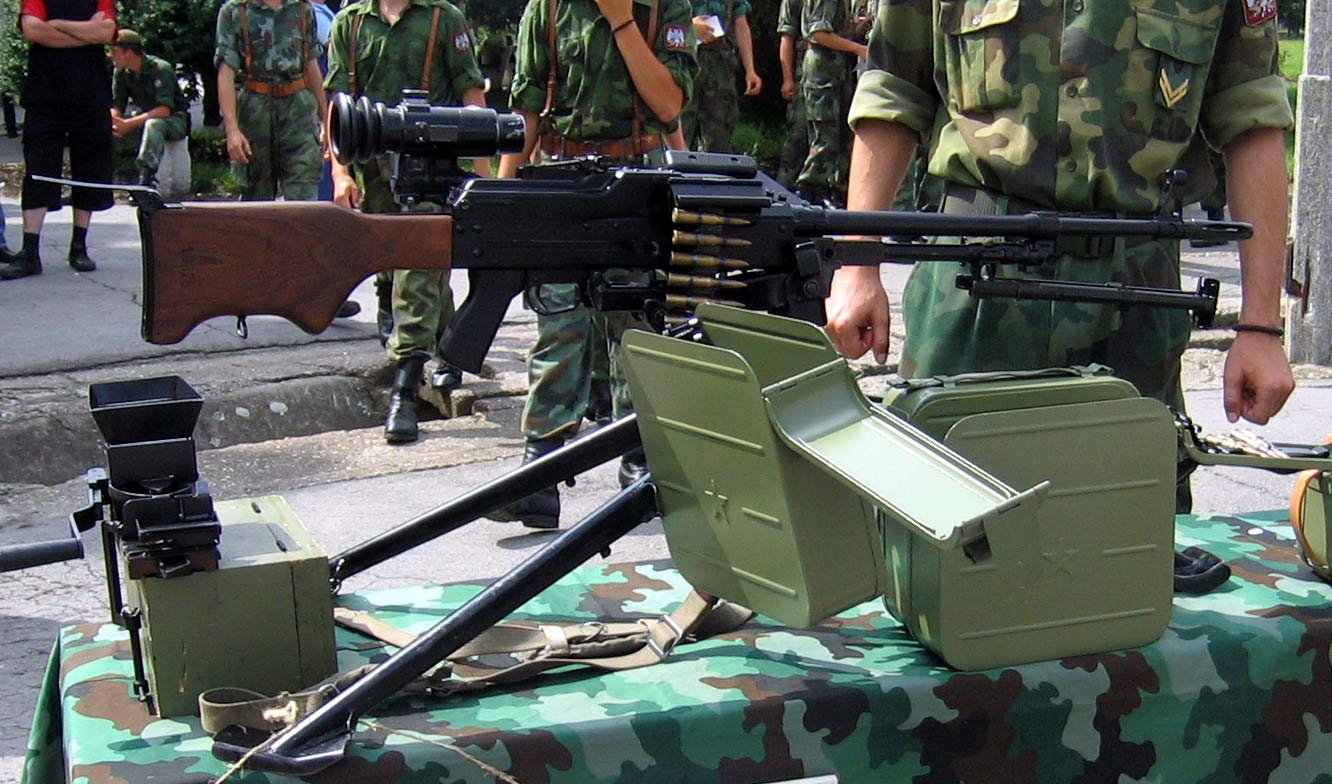
Una Zastava M84 con mire telescopiche.